# 富樫満春
富樫 満春（とがし みつはる）は、室町時代前期の武将・守護大名。富樫氏13代当主。加賀国守護。
富樫氏12代当主・富樫昌家の弟である富樫満家の子として誕生。元中4年/嘉慶元年（1387年）に昌家が没して以来、加賀守護職は斯波氏の手に移っていたが、応永21年（1414年）に斯波満種が4代将軍・足利義持の勘気を受けて守護職を更迭されると、義持に近侍していた富樫満成が加賀南半国守護に任じられ、同時に満春も北半国守護に任じられた。
応永26年（1419年）2月に満成が政争に敗れて殺害されると、満春は義持から満成が任じられていた加賀南半国守護の兼任を任じられ、結果として加賀一国の守護となった。その後も満春は義持や足利義量に仕え、重用されたようである。
応永34年（1427年）、死去。家督及び加賀守護職は長男・持春が継いだ。